# Gran cartucho del escudo de armas

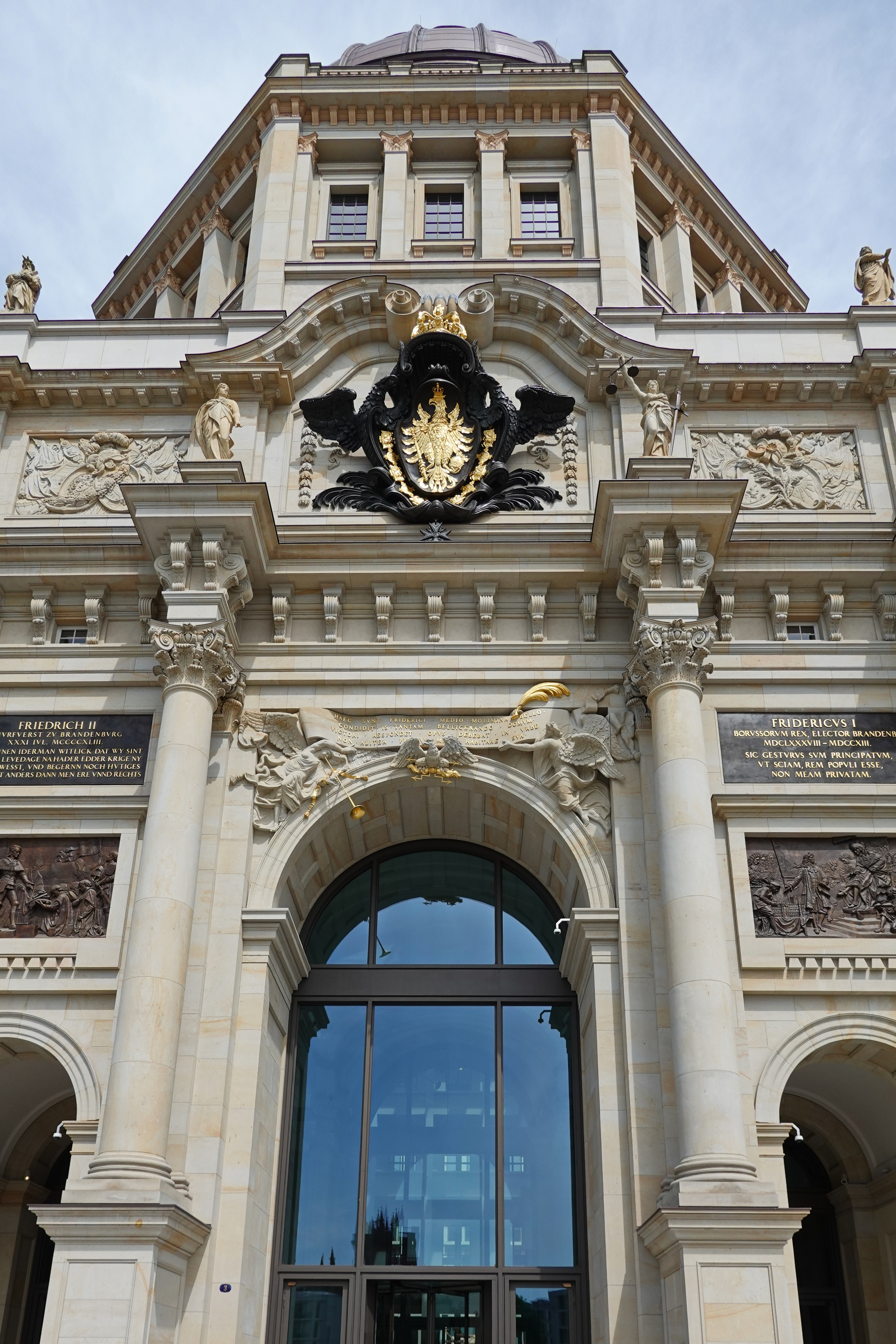

 El Gran Cartucho de Armas, también llamado Gran Cartucho de Águila, es una escultura arquitectónica neobarroca de Otto Lessing, que representa el escudo de armas de Prusia en el portal de Eosander del Palacio Real de Berlín.

## Descripción, iconografía
El cartucho de 7,30 metros de ancho y 5,35 metros de alto, tallado en lámina de cobre, representa el escudo de armas de Prusia. Está situado en la cornisa principal del portal de Eosander, en el eje central de la fachada oeste del castillo, y se arquea hacia delante desde la superficie del ático, hacia el espectador en la Schlossfreiheit, la actual Schlossplatz. En el escudo de armas barroco, totalmente tridimensional, diseñado como medio relieve y resaltado con dorado, se encuentra el águila prusiana coronada con el monograma “FR” de Fridericus Rex, sosteniendo un cetro y un orbe imperial en sus garras. También están doradas la representación tridimensional de casi dos metros de altura de la corona real prusiana, que reposa como corona de rango sobre un arco en forma de concha por encima del escudo, así como el collar de la Orden del Águila Negra, que rodea ornamentalmente el escudo en medio relieve.

Los portadores del escudo no son los hombres salvajes que son habituales en la heráldica estatal prusiana, sino dos águilas completamente tridimensionales que están estrechamente conectadas con el escudo de armas y quedan en gran parte ocultas por él. Probablemente representan los complejos estatales de Brandeburgo y Prusia como predecesores del Reino de Prusia, que más tarde se unió para formar Brandeburgo-Prusia, y extienden sus cuellos hacia la corona.

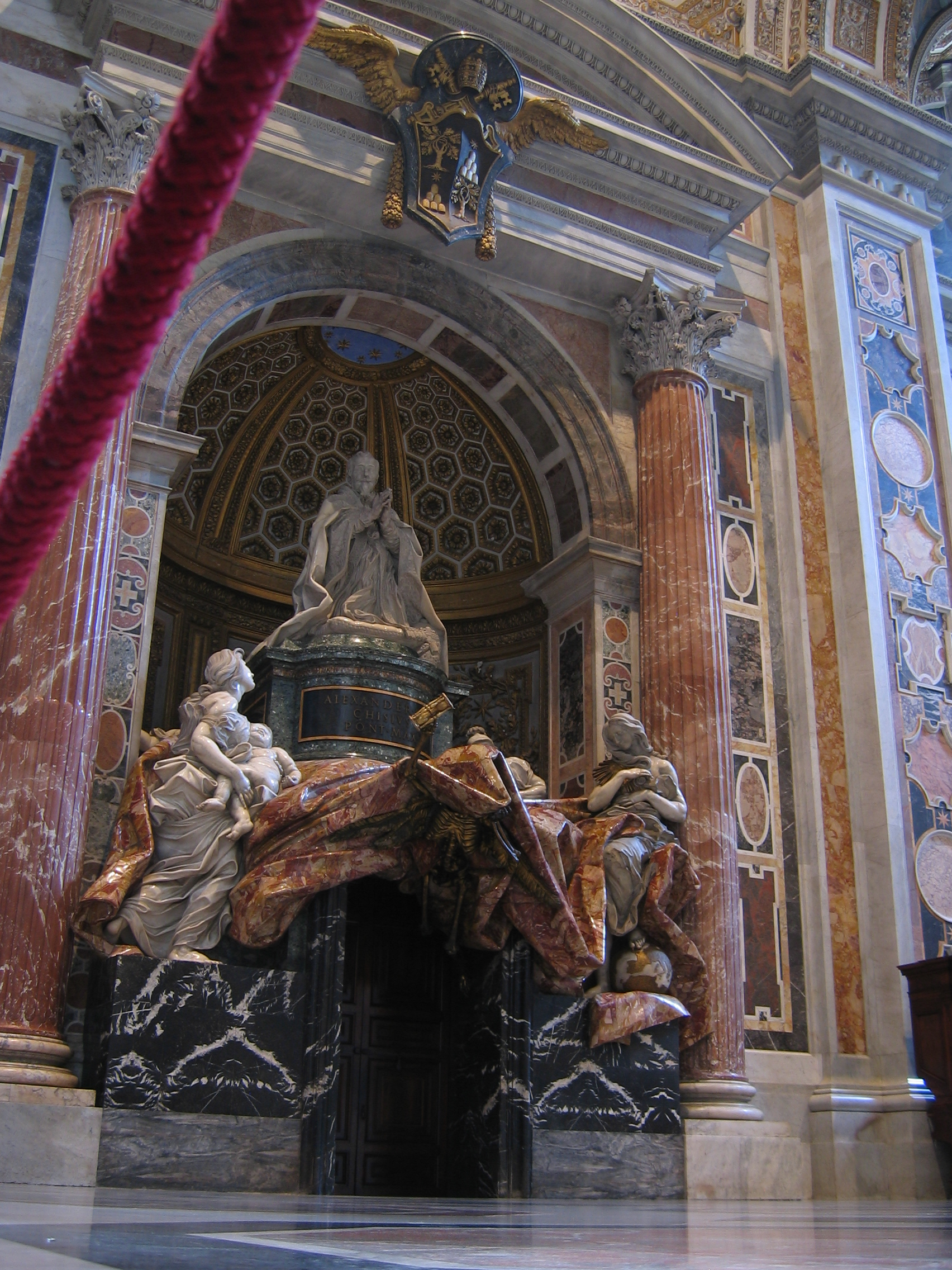
El escudo de armas papal alado de Alejandro VII, obra de Bernini, en la Basílica de San Pedro, como posible modelo.

Sus alas expuestas flanquean la figura heráldica, al igual que las hojas de palma al pie del escudo, que están formadas en medio relieve como símbolo de paz. Como en un grutesco manierista, las alas abiertas del águila parecen dar alas al escudo de armas, de forma muy similar a como las alas del ángel dan alas al escudo de armas papal en la tumba de Alejandro VII en la Basílica de San Pedro. Iconográficamente hacen referencia al motivo cristiano de la Ascensión y al concepto de divinización en el culto imperial romano y aumentan el efecto teatral del escudo de armas al alegorizar, glorificar y sacralizar, legitimando el gobierno por derecho divino.

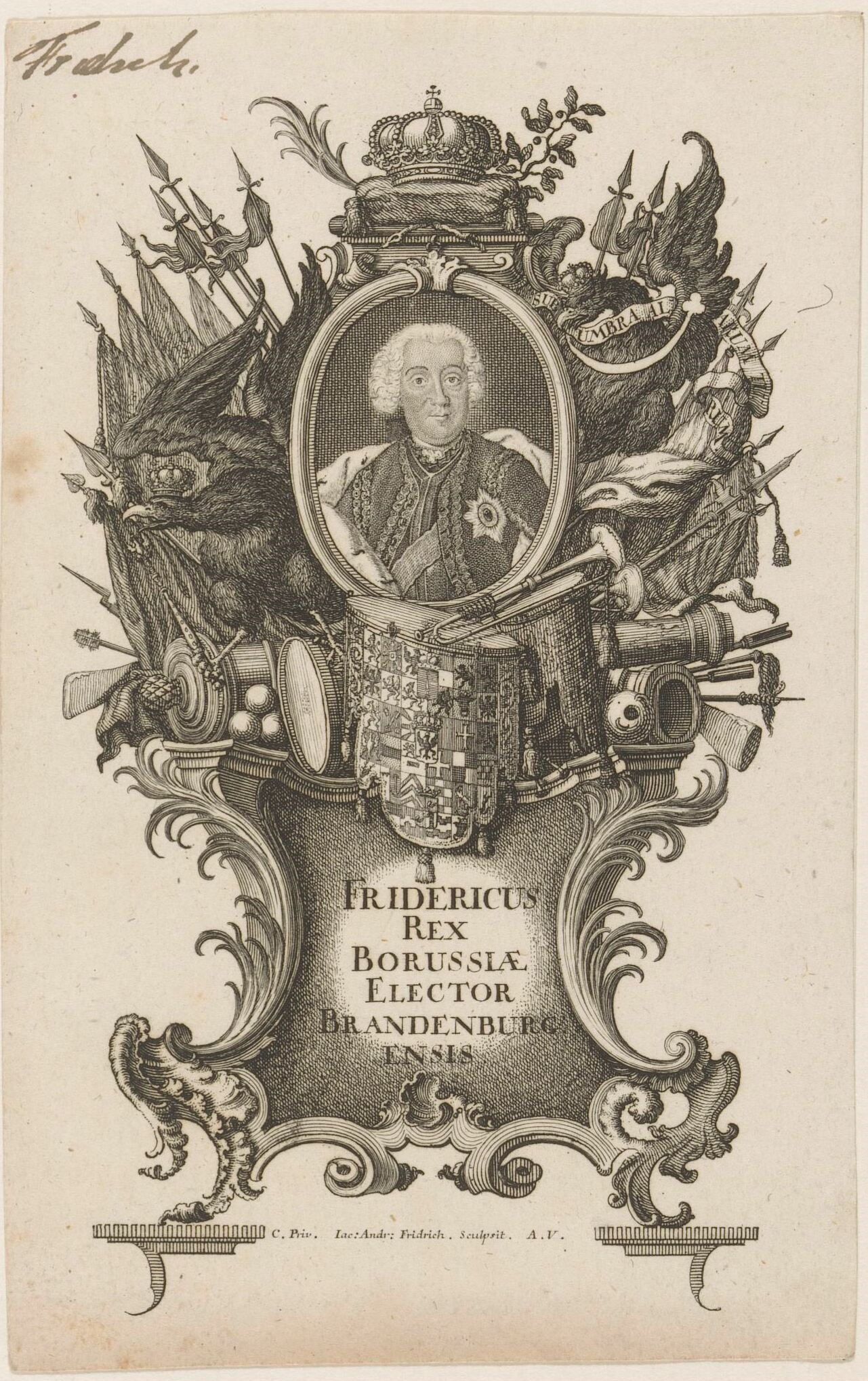
Retrato de Federico II con águilas flanqueando y el lema “Sub umbra alarum tuarum” sobre una alegoría del. Siglo

Ya en la coronación de Federico III. de Brandeburgo como "Rey de Prusia", el motivo del ala jugó un papel especial como símbolo de protección divina para la monarquía de los Hohenzollern. Como informó el maestro de ceremonias prusiano, Johann von Besser, durante las celebraciones de 1701, un arco de triunfo, que se había erigido para este propósito en el Puente Verde de Königsberg, tenía inscrito el verso del salmo "Sub umbra alarum tuarum [protege nos]" (Protégeme bajo la sombra de tus alas - 8    ) decorado.  Como lema heráldico de la monarquía prusiana, el dicho apareció repetidamente en los retratos impresos de Federico II en estrecha relación con representaciones manieristas-grotescas de águilas.La figura, de aproximadamente 7,35 metros de alto y aproximadamente 8,30 metros de ancho, está enmarcada en los laterales por los medios relieves de dos festones realizados en la piedra arenisca de la fachada.  En la parte inferior, la obra muestra la Cruz de la Orden del Águila Negra. A diferencia de los eslabones del collar, éste no está bañado en oro, sino que, como otras partes oscuras del cartucho del escudo, está simplemente cubierto con una capa protectora contra la oxidación. En una representación plenamente tridimensional, la cruz de la orden tiene volutas que se despliegan al pie del escudo, caladas y cuelgan libremente delante de la cornisa principal del portal de Eosander.

La composición general del escudo se caracteriza por la simetría especular barroca y el dinamismo de las figuras. Los movimientos simétricos que parecen realizar el escudo, sus volutas y las figuras del águila y las hojas de palma son retomados por un hastial sobre el escudo, también con volutas.

## Historia
En los años 1902/1903, Guillermo II hizo realizar el cartucho original del escudo de armas prusiano según un diseño neobarroco del escultor Otto Lessing, que ya había sido creado en yeso con motivo del centenario del emperador Guillermo I (el llamado Centenarfeier) en 1897, y lo instaló sobre la entrada principal de su residencia de Berlín como apoteosis de la realeza prusiana. Lessing, el escultor arquitectónico más importante de la capital imperial en aquel momento, se inspiró especialmente en su diseño en las figuras de los portales del palacio IV y V, diseñados por Andreas Schlüter. Schlüter, por su parte, estuvo influenciado por el Alto Barroco romano de Gian Lorenzo Bernini. El cartucho del escudo de armas está abovedado por un frontón de volutas, con el que Johann Friedrich Eosander había dado un rediseño barroco al portal Eosander del castillo (Portal III), que había sido diseñado hasta 1713 según el modelo del Arco de Septimio Severo o Arco de Constantino. Este frontón con volutas ya lo había creado Eosander a principios del siglo XVIII. En el siglo XVI, Federico I diseñó una torre de castillo abovedada de unos 100 metros de altura sobre el portal principal, probablemente para hacer la transición del orden del arco de triunfo, caracterizado por líneas horizontales, al orden vertical de la torre. El frontón fue realizado, pero el ambicioso proyecto de la torre fue cancelado por el frugal sucesor , Federico Guillermo I. El clasicista Karl Friedrich Schinkel hizo quitar el frontón hacia 1830 y sustituirlo por una cornisa típica de los arcos de triunfo. Entre 1845 y 1853, Friedrich August Stüler construyó la monumental cúpula del palacio bajo el mandato de Federico Guillermo IV. En una fase posterior de construcción en el siglo XX, tras una renovación fundamental del portal principal, Guillermo II encargó a Ernst von Ihne restaurar el frontón original de Eosander sobre el cartucho del escudo de armas de Lessing, que ya se había terminado en 1903.

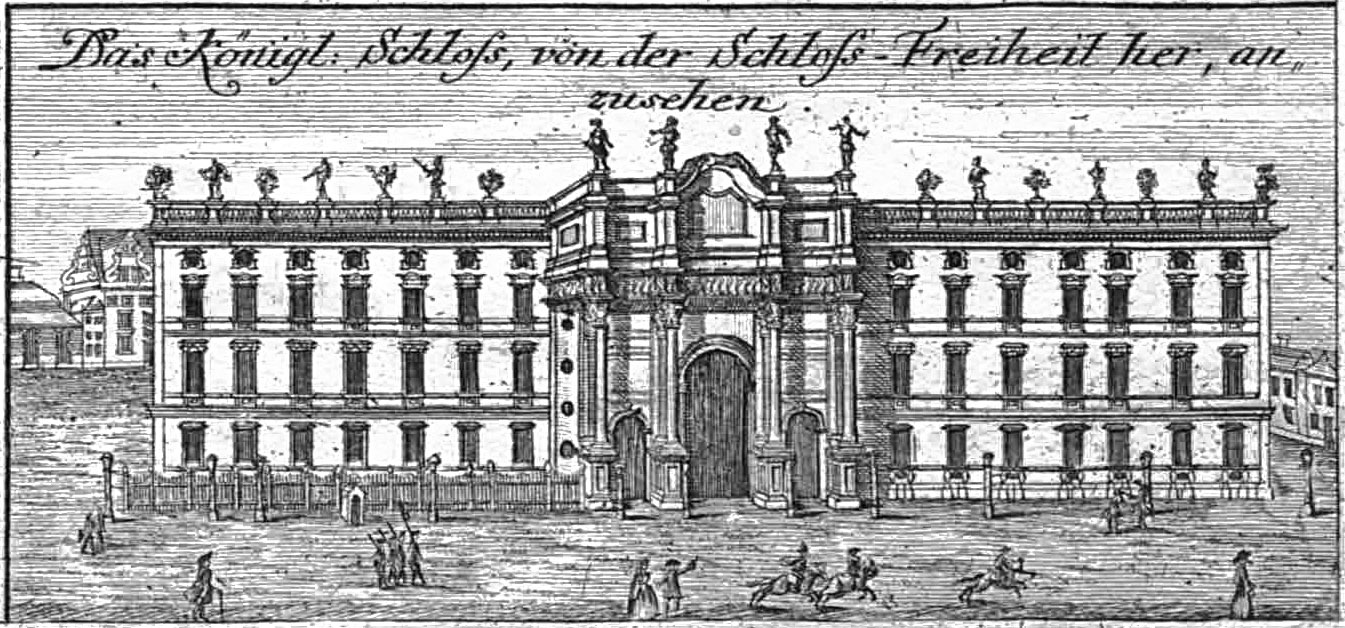
Portal de Eosander alrededor de 1757
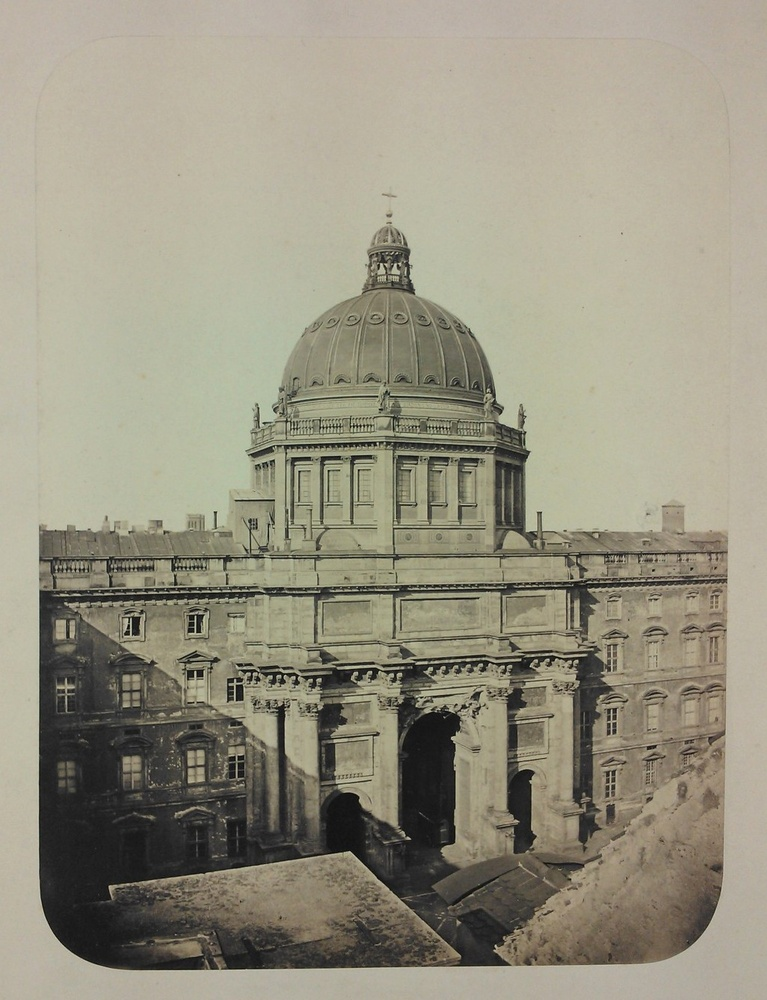
Portal de Eosander alrededor de 1890
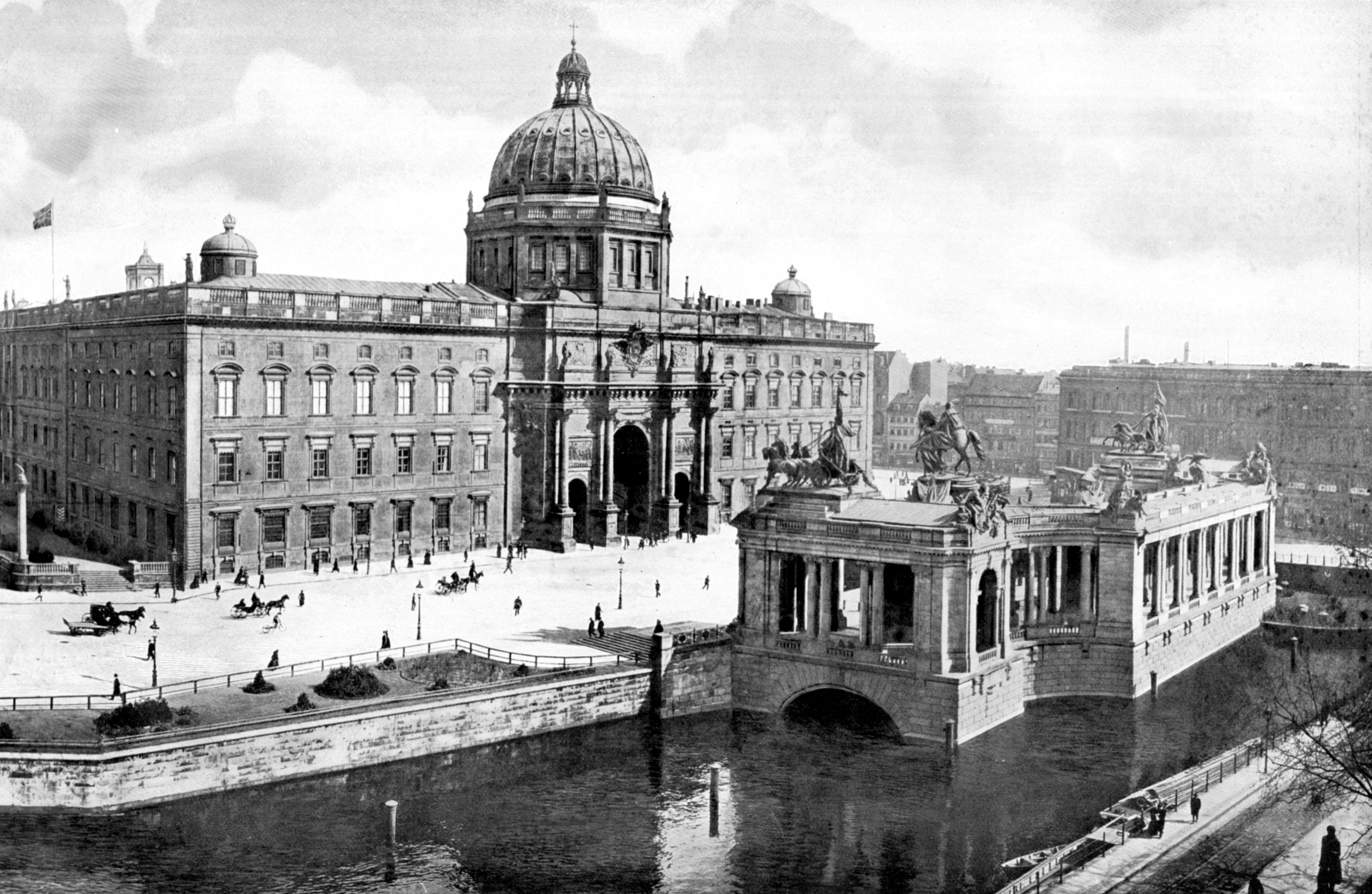
Portal de Eosander alrededor de 1903
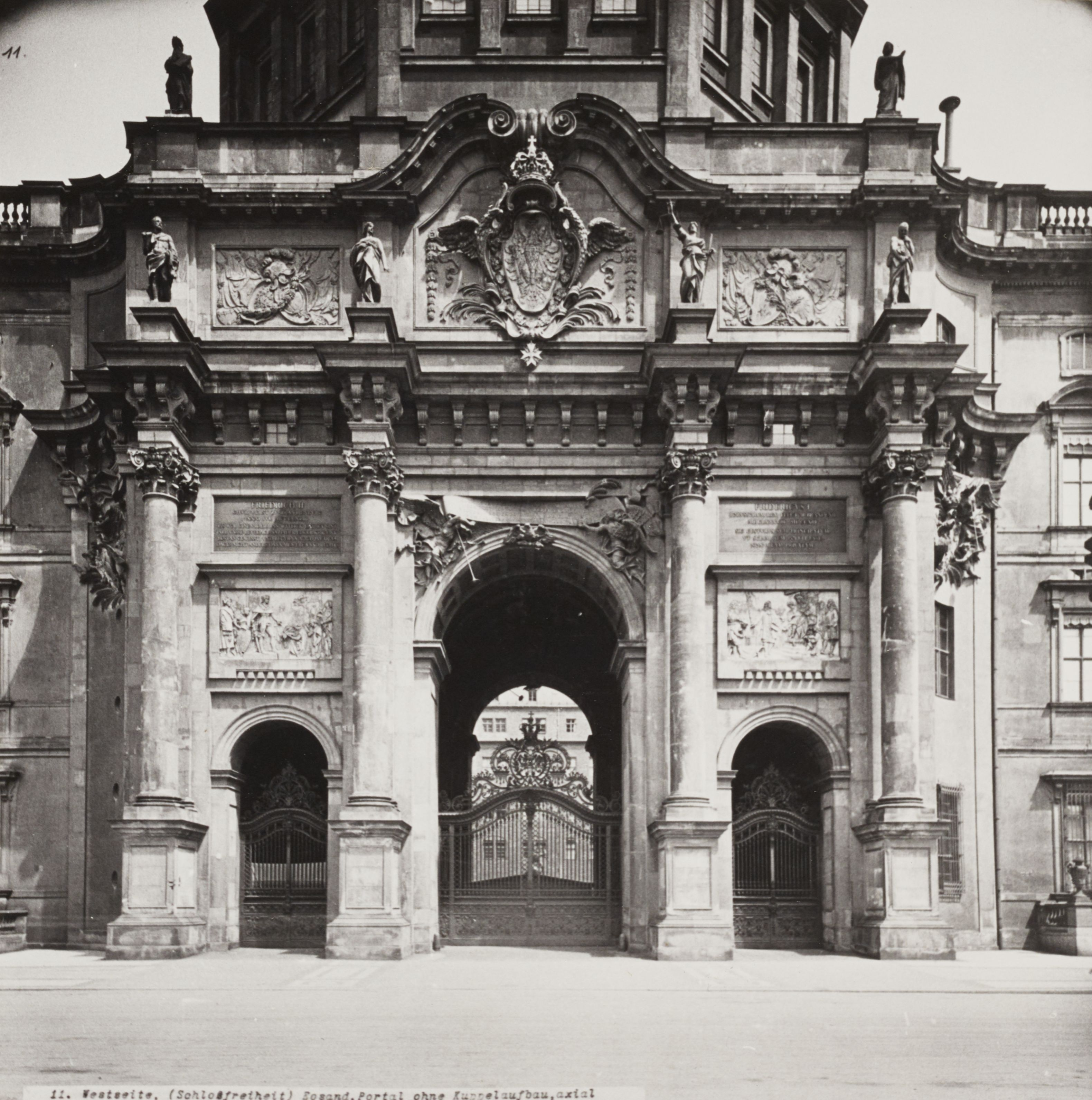
Portal de Eosander después de 1903
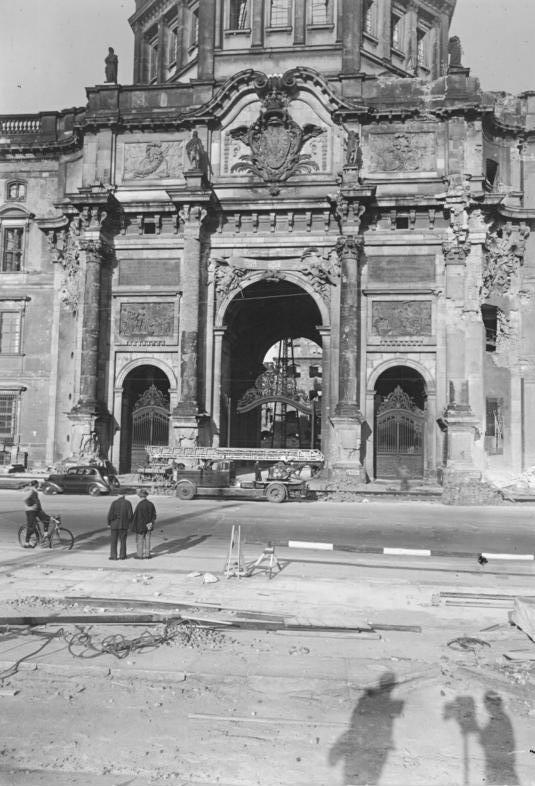
Portal de Eosander antes de la voladura y demolición en 1950

Las diferentes medidas constructivas reflejan así cambios de paradigma en los conceptos arquitectónicos dominantes. El diseño posterior de la fachada con el magnífico escudo neobarroco corresponde de forma especialmente típica al gusto del emperador y a su necesidad personal de representación. Sin embargo, al elegir el escudo de armas prusiano, se presentó como el sucesor de los reyes de Prusia y no como el emperador del Imperio alemán fundado en 1871.

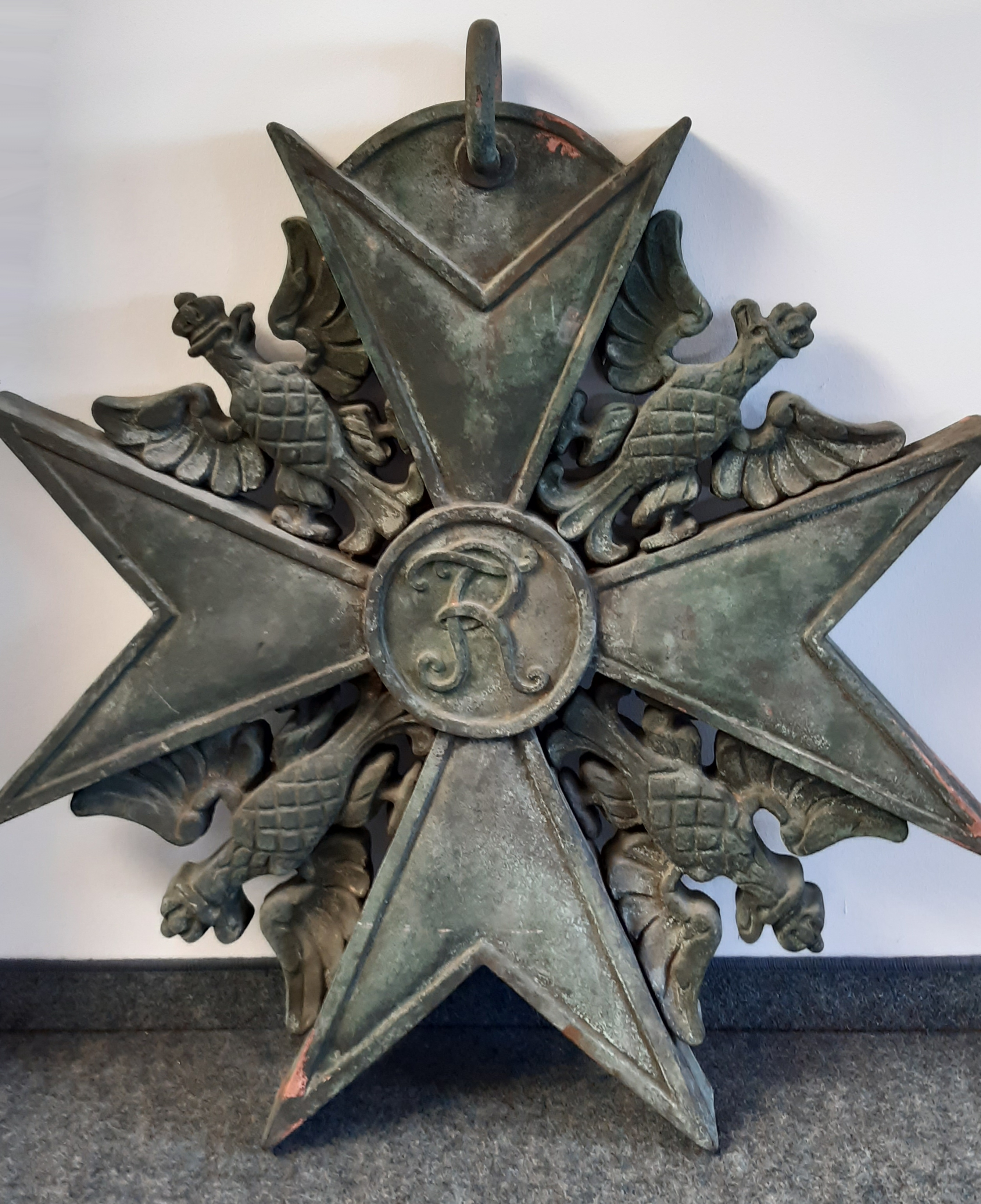
Cruz de la Orden del Gran Cartucho descubierta en Potsdam

Antes de que el Palacio Real de Berlín fuera volado en 1950, el gran cartucho con el escudo de armas fue retirado y llevado al patio de obras de la magistratura de Berlín. Después de eso desapareció sin dejar rastro. Probablemente se derritió. Durante la planificación de la reconstrucción del Palacio de Berlín, iniciada en 2012, solo la estrella de la Orden fue descubierta por un empleado del estudio de arquitectura Franco Stella en Potsdam. Esta pieza fue posteriormente restaurada de acuerdo con las normas de conservación de monumentos.
El gran cartucho con el escudo de armas fue creado por encargo de la Fundación Humboldt Forum en el Palacio de Berlín como una reconstrucción artesanal en el taller de Andreas Hoferick, inicialmente como un modelo pequeño en escala 1:3 de arcilla, luego a escala 1:1 como modelo de arcilla y, finalmente, a escala 1:1 de yeso. La empresa Fittkau Metallgestaltung fabricó finalmente la pieza de cobre sobre una estructura de soporte de acero inoxidable. El 4 de abril de 2023 se instaló en el portal de Eosander el cartucho de cinco toneladas con el escudo de armas.  El coste total fue de aproximadamente dos millones de euros y se financió mediante donaciones privadas.